# Bunkeflostrand
Bunkeflostrand este un oraș în Suedia.

## Demografie
| \| Evoluția demografică a zonei urbane Bunkeflostrand, 1970–2015 \| Evoluția demografică a zonei urbane Bunkeflostrand, 1970–2015 \| Evoluția demografică a zonei urbane Bunkeflostrand, 1970–2015 \| Evoluția demografică a zonei urbane Bunkeflostrand, 1970–2015 \| Evoluția demografică a zonei urbane Bunkeflostrand, 1970–2015 \| \| --------------------------------------------------------------------------------------- \| ------------------------------------------------------------- \| ------------------------------------------------------------- \| ------------------------------------------------------------- \| ------------------------------------------------------------- \| \| An \| \| \| Locuitori \| \| \| 1970 \| 1970 \| \| 2.891 \| 2.891 \| \| 1975 \| 1975 \| \| 3.384 \| 3.384 \| \| 1980 \| 1980 \| \| 3.929 \| 3.929 \| \| 1990 \| 1990 \| \| 3.752 \| 3.752 \| \| 1995 \| 1995 \| \| 4.841 \| 4.841 \| \| 2000 \| 2000 \| \| 5.114 \| 5.114 \| \| 2005 \| 2005 \| \| 6.906 \| 6.906 \| \| 2010 \| 2010 \| \| 10.386 \| 10.386 \| \| 2015 \| 2015 \| \| 13.048 \| 13.048 \| \| Sursa: SCB - Statistika Centralbyrån, Folkmängden per tätort. Vart femte år 1960 - 2016 \| \| \| \| \| |      |  |           |        |
| Evoluția demografică a zonei urbane Bunkeflostrand, 1970–2015 |      |  |           |        |
| An |      |  | Locuitori |        |
| 1970 | 1970 |  | 2.891     | 2.891  |
| 1975 | 1975 |  | 3.384     | 3.384  |
| 1980 | 1980 |  | 3.929     | 3.929  |
| 1990 | 1990 |  | 3.752     | 3.752  |
| 1995 | 1995 |  | 4.841     | 4.841  |
| 2000 | 2000 |  | 5.114     | 5.114  |
| 2005 | 2005 |  | 6.906     | 6.906  |
| 2010 | 2010 |  | 10.386    | 10.386 |
| 2015 | 2015 |  | 13.048    | 13.048 |
| Sursa: SCB - Statistika Centralbyrån, Folkmängden per tätort. Vart femte år 1960 - 2016 |      |  |           |        |